# HC Zlín
Der PSG Berani Zlín ist ein tschechischer Eishockeyclub aus Zlín (ehemals Gottwaldov), der momentan in der zweithöchsten Spielklasse des Landes, der 1. Liga, spielt und 2004 erstmals deren Meisterschaft gewann.

## Vereinsgeschichte
Anfang 1929 wurde in Zlín ein Eishockeyklub namens SK Baťa Zlín gegründet. Lange Zeit kam der Klub nicht über regionale Wettbewerbe hinaus. Dies änderte sich erst durch den Bau eines Eisstadions 1957. 1958/59 stieg der TJ Gottwaldov in die 2. Liga auf, die er überraschend gewinnen konnte und damit in die 1. Liga aufstieg. Der letzte Platz in der Premierensaison bedeute allerdings den Abstieg. Der Wiederaufstieg gelang in der Saison 1962/63, 1968 wurde mit dem sechsten Platz das beste Resultat der Vereinsgeschichte erreicht. In den 1970ern war der TJ Gottwaldov eine „Fahrstuhlmannschaft“. Dies änderte sich erst ab 1980, als der Klub in die 1. Liga aufstieg, die er seitdem nicht mehr verlassen musste. 1985 belegte die Mannschaft den dritten Rang, bis dahin der größte Erfolg.
Ein weiterer Höhepunkt folgte in der Saison 1994/95, in dessen Play-off-Finale der AC ZPS Zlín dem HC Dadák Vsetín mit 1:3 Spielen unterlag. 1999 wurde Zlín erneut Vizemeister und gehörte in der Folge zu den Spitzenklubs in Tschechien. 2003/04 belegte Zlín nach der Vorrunde den zweiten Platz. Im Play-off-Viertelfinale besiegte die Mannschaft den HC Třinec, im Halbfinale den HC Lasselsberger Plzeň. Im Finale wartete HC Slavia Prag, der das erste Spiel der Best-Of-Seven-Serie noch gewinnen konnte. Die nächsten vier Partien gewann der HC Hamé Zlín und sicherte sich so zum ersten Mal in der Vereinsgeschichte die Meisterschaft. In der folgenden Saison gewann Zlín die Vorrunde, verlor aber im Finale mit 0:4 Spielen gegen den HC Moeller Pardubice. Am Ende der Saison 2013/14 gewann der Verein zehn Jahre nach seinem ersten Meisterschaftsgewinn den zweiten Titel.

## Vereinsnamen
- 1945 – ZK Baťa Zlín,
- 1948 – Sokol Botostroj Zlín
- 1949 – Sokol Svit Gottwaldov
- 1958 – TJ Gottwaldov

Logo zwischen 2007 und 2009

- 1990 – TJ Zlín, SK Zlín, AC ZPS Zlín
- 1997 – HC ZPS – Barum Zlín
- 1999 – HC Barum Continental
- 2000 – HC Continental Zlín
- 2002 – HC Hamé Zlín
- 2007 – HC RI OKNA Zlín
- 2009 – PSG Zlín
- 2017 – Aukro Berani Zlín
- 2018 – PSG Berani Zlín

## Erfolge
- 2× Tschechischer Meister: 2004, 2014
- Vizemeister: 1995, 1999, 2005

### Platzierung
Die folgende Tabelle stellt die Platzierung des HC Zlín seit Gründung der tschechischen Extraliga dar.
| Saison  | Platzierung Hauptrunde | Punkte | Platzierung gesamt | Kapitän           | Trainer |
| ------- | ---------------------- | ------ | ------------------ | ----------------- | --- |
| 1993/94 | 4.                     | 49     | 7. Platz           | Jozef Štraub      | Josef Augusta und Miloš Říha, später Miloš Říha und Josef Kožela                                                     |
| 1994/95 | 4.                     | 48     | 2. Platz           | Jozef Štraub      | Vladimír Vůjtek senior, Zdeněk Čech                                                                                  |
| 1995/96 | 5.                     | 46     | 5. Platz           | Jozef Štraub      | Vladimír Vůjtek senior, Zdeněk Čech                                                                                  |
| 1996/97 | 10.                    | 50     | 10. Platz          | Jozef Štraub      | Horst Valášek und Jiří Vodák, später Eduard Novák und Jiří Vodák                                                     |
| 1997/98 | 11.                    | 48     | 11. Platz          | Aleš Polcar       | Eduard Novák und Zdeněk Čech, später Zdeněk Venera und Zdeněk Čech                                                   |
| 1998/99 | 2.                     | 69     | 2. Platz           | Miroslav Okál     | Zdeněk Venera und Antonín Stavjaňa                                                                                   |
| 1999/00 | 2.                     | 65     | 5. Platz           | Miroslav Okál     | Antonín Stavjaňa und Stanislav Přikryl                                                                               |
| 2000/01 | 8.                     | 79     | 8. Platz           | Miroslav Okál     | Antonín Stavjaňa und Zdeněk Venera                                                                                   |
| 2001/02 | 2.                     | 92     | 3. Platz           | Miroslav Okál     | Zdeněk Venera und Stanislav Přikryl                                                                                  |
| 2002/03 | 13.                    | 56     | 13. Platz          | Miroslav Okál     | Antonín Stavjaňa und Stanislav Přikryl, später Zdeněk Venera, Jaroslav Stuchlík und Horst Valášek                    |
| 2003/04 | 2.                     | 93     | Meister            | Miroslav Okál     | Ernest Bokroš und Jaroslav Stuchlík                                                                                  |
| 2004/05 | 1.                     | 104    | 2. Platz           | Miroslav Okál     | Ernest Bokroš und Jaroslav Stuchlík                                                                                  |
| 2005/06 | 3.                     | 89     | 6. Platz           | Miroslav Okál     | Ernest Bokroš und Jaroslav Stuchlík                                                                                  |
| 2006/07 | 5.                     | 86     | 5. Platz           | Miroslav Okál     | Ernest Bokroš und Jaroslav Stuchlík                                                                                  |
| 2007/08 | 13.                    | 63     | 13. Platz          | Miroslav Okál     | Ernest Bokroš und Jaroslav Stuchlík, später Rostislav Vlach                                                          |
| 2008/09 | 5.                     | 84     | 5. Platz           | Jaroslav Balaštík | Zdeněk Venera und Rostislav Vlach                                                                                    |
| 2009/10 | 2.                     | 96     | 6. Platz           | Jaroslav Balaštík | Zdeněk Venera und Rostislav Vlach                                                                                    |
| 2010/11 | 4.                     | 88     | 6. Platz           | Jaroslav Balaštík | Zdeněk Venera und Rostislav Vlach                                                                                    |
| 2011/12 | 7.                     | 76     | 8. Platz           | Petr Čajánek      | Rostislav Vlach und Josef Turek                                                                                      |
| 2012/13 | 1.                     | 94     | 2. Platz           | Petr Čajánek      | Rostislav Vlach und Juraj Jurík                                                                                      |
| 2013/14 | 4.                     | 90     | Meister            | Petr Čajánek      | Rostislav Vlach, Juraj Jurík a Richard Hrazdira                                                                      |
| 2014/15 | 6.                     | 81     | 6. Platz           | Petr Čajánek      | Rostislav Vlach, Juraj Jurík und Richard Hrazdira                                                                    |
| 2015/16 | 7.                     | 81     | 7. Platz           | Ondřej Veselý     | Rostislav Vlach, Juraj Jurík und Richard Hrazdira                                                                    |
| 2016/17 | 11.                    | 71     | 12. Platz          | Ondřej Veselý     | Rostislav Vlach, Juraj Jurík und Richard Hrazdira, ersetzt durch Robert Svoboda, Martin Hamrlík und Richard Hrazdira |
| 2017/18 | 9.                     | 74     | 9. Platz           | Ondřej Veselý     | Robert Svoboda, Martin Hamrlík und Richard Hrazdira                                                                  |
| 2018/19 | 9.                     | 77     | 9. Platz           | Tomáš Žižka       | Robert Svoboda, Martin Hamrlík, Jiří Šolc und Richard Hrazdira                                                       |

## Heimspielstätte
Der PSG Berani Zlín trägt seine Heimspiele im Zimní stadion Luďka Čajky (benannt nach Luděk Čajka) in Zlín aus. Dieses wurde 1957 fertiggestellt, 1962 erhielt es eine Überdachung. Die Gesamtkapazität beträgt 7000 Zuschauer, davon 4125 auf Sitzplätzen. Der Eigentümer ist der PSG Berani Zlín.

## Bekannte ehemalige Spieler
- Roberts Bukarts
- Luděk Čajka
- Roman Čechmánek
- Petr Čajánek
- Filip Chytil
- Roman Hamrlík
- Martin Erat
- Jiří Marusak

### Nicht mehr zu vergebende Trikotnummern
- 60 Miroslav Okál – 824 Spiele, 218 Tore und 240 Assists, 458 Punkte und 992 Strafminuten

## Meistermannschaften

### 2003/04
| Torhüter: Igor Murín, Martin Altrichter Abwehrspieler: Martin Hamrlík, Miroslav Blaťák, Jan Dlouhý, Petr Macholda, David Nosek, Radim Tesařík, Lubomír Vosátko, Pavel Zubíček Angriffsspieler: Peter Barinka, Martin Čech, Petr Leška, Jaroslav Balaštík, Miroslav Hlinka, Martin Jenáček, Tomáš Kapusta, Tomáš Karný, Petr Mokrejš, Miroslav Okál, Ondřej Veselý, Erik Weissmann, Rostislav Vlach, Martin Záhorovský Trainerstab: Ernest Bokroš, Jaroslav Stuchlík |

### 2013/14
| Torhüter: Libor Kašík, Luboš Horčička, Tomáš Štůrala Abwehrspieler: Oldřich Horák, Oldřich Kotvan, Jiří Marušák, Martin Matějíček, Dalibor Řezníček, Radim Tesařík, Tomáš Valenta, Patrik Urbanec, Petr Zámorský Angriffsspieler: Jaroslav Balaštík, Petr Čajánek, Filip Čech, Lukáš Finsterle, Petr Holík, Antonín Honejsek, Bedřich Köhler, Pavel Kubiš, Petr Leška, Ondřej Veselý, Marek Melenovský, Zdeněk Okál, Jiří Ondráček, Pavel Sedláček Trainerstab: Rostislav Vlach, Juraj Jurík, Richard Hrazdira |